# Olympic Mvolyé
El Olympic Mvolyé es un equipo de fútbol de Camerún que juega en la Cuarta División de Camerún, la cuarta liga de fútbol más importante del país.

## Historia
Fue fundado en el año 1970 en la ciudad de Mvolyé y ha tenido su época más gloriosa a mediados de los años 1990s, en los que llegó a jugar en la Primera División de Camerún, máxima categoría de fútbol en el país, en la cual no juegan desde la temporada 2001.
En esos años consiguieron 2 títulos de copa, en ambos casos venciendo a equipos de la capital Yaundé en la final.
A nivel internacional ha participado en 2 torneos continentales, en los cuales nunca ha podido superar la segunda ronda.

## Palmarés
- Copa de Camerún: 2

1992, 1994

## Participación en competiciones de la CAF
| Temporada | Torneo          | Ronda | Club                | Casa | Visita | Global |
| --------- | --------------- | ----- | ------------------- | ---- | ------ | ------ |
| 1993      | Recopa Africana | 1     | RC Kadiogo          | 1-0  | 1-1    | 2-1    |
| 1993      | Recopa Africana | 2     | El-Kanemi Warriors  | 3-0  | 0-4    | 3-4    |
| 1995      | Recopa Africana | 1     | Independiente Tomba | 3-0  | 2-1    | 5-1    |
| 1995      | Recopa Africana | 2     | Hearts of Oak       | 1-0  | 0-4    | 1-4    |

## Jugadores

### Jugadores destacados
| - Mathias Chago - Pierre Njanka - Hans Agbo - Bertin Ebwellé - Stephen Tataw | - Benjamin Massing - Tobie Mimboe - Victor Ndip - Alphonse Yombi - Joseph Mbarga |